# Dilar macleodi
Dilar macleodi is een insect uit de familie van de Dilaridae, die tot de orde netvleugeligen (Neuroptera) behoort. 
Dilar macleodi is voor het eerst wetenschappelijk beschreven door Oswald & Schiff in 2001.